# Delta del Cavallet
Delta del Cavallet (δ Equulei) és la segona estrella més brillant de la constel·lació del Cavallet.
Delta del Cavallet és una estrella binària situada a 60 anys llum, amb components de classe de la G0 a la F5. La seva magnitud aparent és de 4,47, i la magnitud absoluta de 3,142. Hi ha controvèrsia pel que fa a la massa exacta de les estrelles. Un estudi la situa entre 1,22 i 1,17 masses solars, mentre que una altra ho fa entre 1,66 i 1,593. LA lluminositat està calculada entre 2,23 i 2,17 solars.